# 广东广播电视台珠江频道

珠江频道2019年12月13日前的台标

广东广播电视台珠江频道，俗称“珠江台”，是中国广东广播电视台的一条粤语电视频道，于1983年8月22日開始試播，同年9月30日正式开播。该频道为广东广播电视台覆盖最广的地面频道，是目前广东省内收视率最高的电视频道，自2010年起于广东城乡、城域和广州三区域收视排名第一。
珠江频道是中國大陸第一條以纯粵語全天候播出的頻道，而部分新闻采访片段及商业广告、政策性节目会使用普通话。频道主要播放电视剧、电影、新闻、综艺节目及纪录片等，其中粤语短剧《外来媳妇本地郎》及民生新闻节目《今日关注》等在广东地区拥有较高的知名度和影响力。

## 历史
1983年8月22日，廣東電視台十四频道分米波彩色电视试播，9月30日正式播出，发射功率30千瓦，为 "广东电视二台"。
1988年2月，频道改革，改呼号为“广东电视珠江台”，開始以粵語為主要播出語言，2000年前後改为“广东电视台珠江频道”。
2018年10月12日，该频道的高清版本正式啟播，同時標清版本於晚上2時04分改為16:9格式。

## 台标
该台于1980年开台时呼号为繁体字“廣東電視二台”，台标为紅色木棉花上升起的廣東電視塔，及后在台标底下两侧加上“珠江”二字并间歇出现于画面左下角，与同时期香港电视台操作类似。但与香港电视台不同的是，该台显示台标的方式为直接把台标嵌入到节目片段中。由于图层不同，故时而出现字幕会遮盖台标的情况。从民间发掘的录像带片段可知，90年代初香港电视剧《今生无悔》在该台播出时，电视台自行制作的简体字幕就把显示在画面左下方的“GDTV+木棉花”遮盖。这一现象直到把台标改于左上角显示后改善。1994年，该频道改为使用“GDTV”字母台标，并长期显示在画面左上角。初期台标颜色和岭南台（即后来的广东卫视）同为白色。及后为了方便观众区分两台，珠江台的GDTV字体颜色改为淡蓝色。在节目宣传片中，该台混用新“广”字台标和“木棉花”旧台标。1994年末，该台随岭南台一起更换新“广”字台标，并仿照當時的亞洲電視本港台，在三原色“广”字台标下方用雙橫線包圍“珠江台”文字,同时旧木棉花台标正式停用。2002年，频道台標下方文字改為“珠江”。2005年，再次对台标进行微调。
2013年11月1日，廣東電視台旗下地面公共頻道台標進行微調，統一將台標文字從台標下方改為台標右側顯示。2018年10月12日，因珠江频道高清版开播，珠江频道再次对台標進行微調。
2019年12月13日，珠江频道随广东广播电视台其他频道统一改用红色新“广”字图形台标，取代沿用25年的旧“广”字图形台标，文字标识改为“广东珠江”四字。

## 节目列表

### 播放中
新闻及资讯节目
| 节目名         | 首播时间        | 简介                                               |
| -------------- | --------------- | -------------------------------------------------- |
| 《珠江新闻》   | 每天18:00       | 新闻节目                                           |
| 《新闻简报》   | 一般为每天20:00 | 新闻节目                                           |
| 《今日关注》   | 每天21:00       | 民生资讯节目                                       |
| 《今日财经》   | 周一至五17:40   | 晚间财经资讯节目                                   |
| 《羊城警讯》   | 周一07:50       | 警务资讯节目，与广州市公安局共同制作               |
| 《摇钱树》     | 周一至五17:50   | 农业资讯节目 开播于1987年8月，是广东台最长寿的节目 |
| 《文化珠江》   | 周一22:00       | 文化专题节目                                       |
| 《烦事有办法》 | 周二22:00       | 法制专题节目，原《法案追踪》                       |
| 《康养叹世界》 | 周三22:00       | 旅游资讯节目，原《全民叹世界》                     |
| 《百千万纪事》 | 周五22:00       | 纪录片节目，原《珠江纪事》《乡村振兴纪事》         |

电影电视剧时段
| 时段     | 首播时间                   | 简介 |
| -------- | -------------------------- | --- |
| 珠江剧场 | 周一至五19:00、周六日20:00 | 主要剧集时段，原为粤剧曲艺节目，1997年7月《粤韵风华》开播后改为播放粤语配音的内地电视剧，特殊编排下也会直接以普通话原音播放，如2022年12月播放《山河锦绣》。 |
| 王牌剧场 | 周一至五22:15              | 晚间剧集时段，播放港劇或粤语配音的内地电视剧 |
| 日间剧场 | 每天9:00、11:00、15:00     | 日间剧集时段，播放港劇或粤语配音的内地电视剧 |
| 深夜剧场 | 每天01:00-06:00            | 凌晨剧集时段，播放港劇或粤语配音的内地电视剧 |
| 王牌影院 | 周六日及节假日12:00、23:00 | 播放经典港产片，若无电影播放则并入午间剧场、王牌剧场时段 |
| 系列短剧 | 周日19:00                  | 播放自制粤语短剧，現時为《外來媳婦本地郎》播放時段 |

综艺娱乐节目
- 周六21:30 为季播综艺节目时段，每季播出不同的综艺节目，若无节目播放则并入王牌剧场时段

#### 大型活动
- 《明日之星影视新星大赛》（已停办）
- 《麦王争霸-全球粤语歌唱大汇》（后改名为《粵語好聲音》《乐队风暴》）
- 《乡村振兴大擂台》（与广东省农业农村厅合办，以普通话制作）
- 《超粤未来-青少年广府话大赛》

晚会
- 《珠江频道春节晚会》

### 已播毕
曾经播放的自制常规节目
- 《珠江新聞報導》（前稱廣東新聞，最初由廣東電視2頻道播出，節長約15分鐘，後來廣東電視14頻道啟播後正式成為晚上七點常規新聞報導，1982-1999）
- 《晚間新聞》（前稱最後新聞，1983年首播，1994年改名为《晚間新聞》，1999年改名为《十點關注》）
- 《市場漫步》（經濟新聞節目，1982-1987）
- 《万紫千红》（综艺节目，1981年4月在廣東電視台首播，1983年轉至珠江台播出，1995年停播）
- 《體育世界》（體育資訊節目，1986年首播）
- 《公民與法制》（法制資訊節目，1986年首播）
- 《早晨》（早間綜合類節目，1987年元旦首播）
- 《珠江夜譚》（資訊節目，1987年首播）
- 《家庭百事通》（生活资讯节目）
- 《旅游航班》（旅游节目，1987年首播）
- 《經濟你我他》（經濟資訊節目，1997年首播）
- 《相聚珠江》（生活资讯节目）
- 《娱乐最前线》（娱乐新闻节目）
- 《任讲唔嬲》（栋笃笑节目，2003年首播）
- 《大吉利车队》（羊城交通台播出的同名广播短剧动画版）
- 《肥佬笑传》（哑剧小品栏目剧，2008年首播）
- 《夜倾情》（情感栏目剧）
- 《投投是道》（早间财经节目，2019）
- 《朋友圈》（清談节目，阮星航主持）
- 《娱乐没有圈》（娱乐资讯节目，由李跃、许卓珺、刘颖婷、黄泽榆、伍时杰主持）
- 《粤韵风华》（1997年7月开播，原为粵劇曲艺节目，后改为周播室内综艺节目，每季不同主题，曾是广东台最长寿的综艺节目，2024年停播）

曾经播放的季播节目
- 《生存大挑战》（户外真人秀节目，2000-2005）
- 《寻根问底》（历史典故问答游戏节目，任永全、宋韶光、黃一山、颜志图主持，2003-2005）
- 《厨神争霸》（美食竞技节目，宋嘉其、毛琳主持，2005-2007）
- 《娱乐升平》（室内综艺节目，宋嘉其、甄妮主持，2006-2008）
- 《欢乐珠江》（室内综艺节目，每季不同主题，宋嘉其、甄妮、毛琳主持，2008-2013）
- 《叮王争霸》（室内综艺节目，宋嘉其、毛琳主持，2010-2013）
- 《夺宝奇兵》（明星户外游戏节目，林曉峰、曾寶儀主持，2010）
- 《大驾光临》（明星模仿秀节目，宋嘉其、毛琳主持，2012）
- 《全城起筷》（饮食节目，何浩鹏、庄臣（第一季）、宋嘉其、毛琳（第二季）主持，2012-2013）
- 《粤讲越掂》（粤语文化问答游戏节目，何浩鹏、阮星航、吴瑕主持，2014-2021）
- 《百万宝贝》（亲子户外真人秀节目，2014-2015）
- 《百万挑战》（明星户外竞技真人秀节目，2016）
- 《粤舞青春》（广东IPTV主办的广场舞竞技节目，2016-2019）
- 《你系啱嘅》（生活资讯节目，宋嘉其、劉汗主持，2017）
- （歌唱竞技真人秀节目，2017-2019）
- 《超级辣妈》（室内综艺竞技节目，2017-2021）
- 《天才第6感》（室内竞猜游戏节目，阮星航主持，2018）
- 《理想的生活》（明星室外真人秀节目，2019）
- 《我的好私教》（健身真人秀节目，2020）

已完结的自制粤语短剧
- 《万花筒》（104集，1986-1987）
- 《柴米新人类》（60集，2002）
- 《美丽冤家》（60集，2004）
- 《大话黄飞鸿》（120集，2005）
- 《笑公堂》（20集，2009）
- 《吉星高照之陈梦吉与三十六计》（36集，2010）
- 《妹仔大过主人婆》（100集，2010-2011）

已完结的选秀节目
- 《麦王争霸-全球粤语歌唱大汇》（2011-2016，现改为《粵語好聲音》）
- 《长隆比基尼小姐大赛》（2010-2016）

已完结的纪录片
- 《我的国我的家》（15集，2019）

## 主持及签约艺人
- 宋嘉其
- 毛琳（毛泳之）
- 喻明
- 李静雯
- 伍时杰
- 西门口
- 梁志峰（细龟）
- 阮星航
- 李跃
- 许卓珺
- 黄泽榆
- 黎琦雯

### 珠江艺人组
- 冯博
- 王琪飞
- 何乾樑
- 梁子媛
- 叶枫华
- 欧阳耀莹
- 冯嘉豪
- 罗隽永
- 麦赈航
- 麦震烁
- 陈静怡
- 曾沛阳
- 刘俊威
- A PLUS
- 神猴乐团

## 黄金时段节目表
| 時間  | 星期一             | 星期二             | 星期三             | 星期四             | 星期五             | 星期六               | 星期日                 |
| ----- | ------------------ | ------------------ | ------------------ | ------------------ | ------------------ | -------------------- | ---------------------- |
| 17:20 | 今日财经           | 今日财经           | 今日财经           | 今日财经           | 今日财经           | 湾区生活圈           | 湾区生活圈             |
| 17:50 | 摇钱树             | 摇钱树             | 摇钱树             | 摇钱树             | 摇钱树             | 湾区生活圈           | 湾区生活圈             |
| 18:00 | 珠江新闻           | 珠江新闻           | 珠江新闻           | 珠江新闻           | 珠江新闻           | 珠江新闻             | 珠江新闻               |
| 19:05 | 珠江剧场           | 珠江剧场           | 珠江剧场           | 珠江剧场           | 珠江剧场           | 珠江剧场             | 外来媳妇本地郎（重播） |
| 20:00 | 新闻简报（不定期） | 新闻简报（不定期） | 新闻简报（不定期） | 新闻简报（不定期） | 新闻简报（不定期） | 新闻简报（不定期）   | 新闻简报（不定期）     |
| 20:05 | 珠江剧场           | 珠江剧场           | 珠江剧场           | 珠江剧场           | 珠江剧场           | 珠江剧场             | 珠江剧场               |
| 21:00 | 今日关注           | 今日关注           | 今日关注           | 今日关注           | 今日关注           | 今日关注             | 今日关注               |
| 21:35 | 今日关注           | 今日关注           | 今日关注           | 今日关注           | 今日关注           | 王牌影院 或 王牌剧场 | 王牌影院 或 王牌剧场   |
| 22:00 | 文化珠江           | 烦事有办法         | 康养叹世界         | 王牌剧场           | 百千万纪事         | 王牌影院 或 王牌剧场 | 王牌影院 或 王牌剧场   |
| 22:15 | 王牌剧场           | 王牌剧场           | 王牌剧场           | 王牌剧场           | 王牌剧场           | 王牌影院 或 王牌剧场 | 王牌影院 或 王牌剧场   |
| 23:00 | 王牌剧场           | 王牌剧场           | 王牌剧场           | 王牌剧场           | 王牌剧场           | 王牌影院 或 王牌剧场 | 王牌影院 或 王牌剧场   |

| 新聞资讯節目 | 剧集 | 文化娱乐节目 |

## 播出状况
- DTMB：标清视频编码为MPEG-2码率4Mbps，音频为192Kbps码率的DRA立体声格式。高清为AVS+视频编码和DRA音频编码格式。标清版本与同属广东广播电视台的体育、新闻、经济科教频道一起使用多频网在省内各地播出。其中为方便港澳居民收看，中山市特设594MHz播出音频编码为MP2格式的珠江频道，并启用麗音廣播技术在频道中同传珠江经济台和中央广播电视总台环球资讯广播的节目，为中国大陆首次正式的在电视广播中应用丽音，观众可以通过切换音轨的方式收听频道声、珠江经济台或者环球资讯广播。2024年，由于该频率对香港电视频段产生有害干扰，现已暂停播出。
- 模拟（已停播）：以PAL-D制式在省内各地播出。该台为当时广东省内少有的能不插天线便能以低劣画质收看的电视频道。大部分地市已于2017年前后停播珠江频道模拟信号，改以DTMB数字信号广播。

## 广东省外播放

### 广西
2001-2002年，当局曾经取消南宁市和北海市（市区）有线电视中的珠江台，其他大城市如贵港等地亦被停播，後只剩下横县、灵山、浦北、北海（农村）、桂平、平南、博白、岑溪等部份乡镇农村及梧州市（含辖下县城）、贺州市可以收看。

### 海南
1983年-1988年，珠江台曾經在當時仍屬廣東省管轄的海南行政區落地。及後海南省建制，珠江台逐漸失去海南的廣播權，現僅餘海口、文昌、
澄邁等靠近雷州半島的海南島北部縣市可以接收。

### 澳门
澳門有線電視有转播珠江台的省内信号，而非境外版。

### 马来西亚
该频道节目曾于马来西亚嘉麗台（前称「家娛頻道」）播出。嘉丽台除播出自制节目外，其大部分时间播出之节目全部来自此频道。嘉丽台曾于Astro 304台播放，后因合约到期，已于2017年10月停播。

### 其他境外地区
该频道部分节目会通过广东国际频道、香港的珠江频道境外版和美国的广东国际美洲台播出。